# 甯宣
甯宣（?—?），隋朝末年唐朝初年钦州乌武僚（壮族）人，甯长真的族人。
隋炀帝以甯宣为合浦郡太守。隋末大乱，甯宣和宁越郡太守甯长真以地归附萧铣。武德初年，甯长真降唐，唐高祖授甯长真为钦州都督。武德五年（622年）四月，甯宣和广州变民首领邓文进、日南郡太守李晙遣使向唐朝请降，朝廷没有答复，甯宣就去世了。唐高祖以甯宣之子甯纯为廉州刺史，族人甯道明为南越州刺史。